# ذا باغز باني: بثرداي بلوأوت
باغز باني بيرثداي بلوأوت (بالإنجليزية: The Bugs Bunny Birthday Blowout)‏ ، هي لعبة فيديو إلكترونية من نوع منصات، أنتجها شركة كيمكو اليابانية سنة 1990م بترخيص من شركة وارنر برذرز الأمريكية.

## وصلة خارجية
- The Bugs Bunny Birthday Blowout على موبي غيمز